# رووولون
رووولون (به ایتالیایی: Rovolon) یک کومونه در ایتالیا است که در استان پادووا واقع شده‌است. رووولون ۲۷٫۶۹ کیلومتر مربع مساحت و ۴٬۹۷۰ نفر جمعیت دارد.